# Villa San Giovanni
Pour les articles homonymes, voir Villa San Giovanni (homonymie).
Villa San Giovanni est une commune de la province de Reggio de Calabre, dans la région Calabre, en Italie.

## Géographie
Située à 3 km de la Sicile, c'est un des points d'embarquement pour traverser le détroit de Messine. Un pylône électrique haut de 224 m permet de transporter le courant de la péninsule vers l'île, et c'est à Villa San Giovanni que devait être construit le pont de Messine, qui devait relier les deux rives du détroit.

## Histoire
- La Tour Cavallo, tour de guet du XVIe siècle à Cannitello.

## Administration
| Période                                  | Période  | Identité      | Étiquette       | Qualité |
| ---------------------------------------- | -------- | ------------- | --------------- | ------- |
| 27 mai 2003                              | En cours | Rocco Cassone | Centro-Sinistra |         |
| Les données manquantes sont à compléter. |          |               |                 |         |

### Hameaux
Cannitello, Piale, Acciarello, Pezzo, Case Alte, Ferrito, Porticello.

### Communes limitrophes
Reggio de Calabre, Campo Calabro, Fiumara, Scilla.